# Artur Gortych

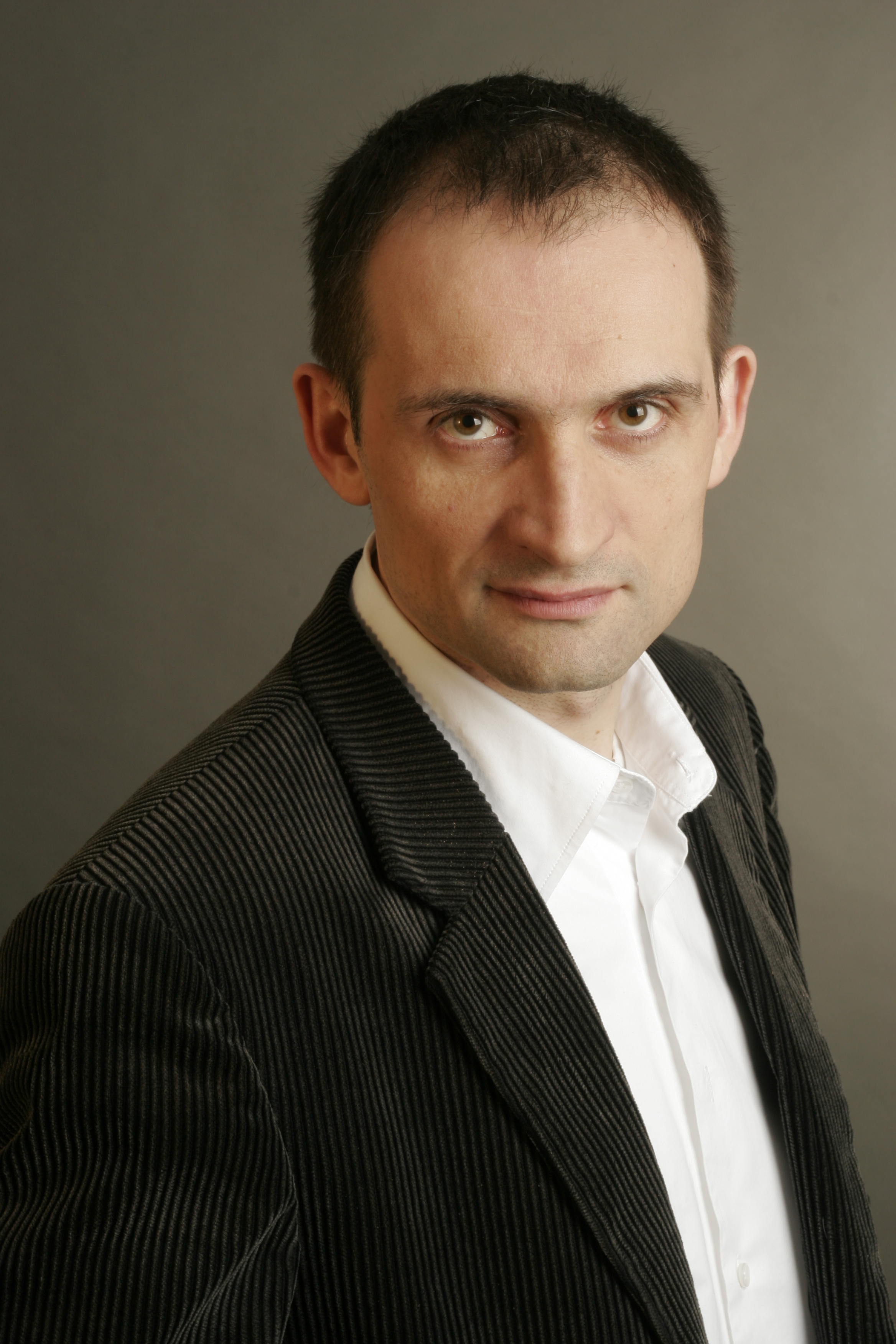

Artur Bronisław Gortych (ur. 16 stycznia 1968) – polski architekt. Założyciel i prezes działającej od 1995 roku agencji reklamowej Artegence (wcześniej funkcjonującej pod nazwą 3dart.com) oraz pomysłodawca i założyciel Filmweb.pl.
W 2001 roku inicjator i współzałożyciel grupy Omnigence, czyli grupy przedsiębiorstw działających w obszarze nowej gospodarki, mediów i marketingu mobilnego. W skład grupy wchodzi największy polski portal filmowy Filmweb.pl.
W sierpniu 1999 został przewodniczącym Forum Polskiego Internetu Komercyjnego, które z czasem przekształciło się w polski oddział Interactive Advertising Bureau – stowarzyszenie skupiające branżę internetową. Jako prezes kierował IAB do 2003 roku.
W listopadzie 2008 nagrodzony nagrodą MIXX Awards przez Interactive Advertising Bureau za życiowe dokonania.